# Kakuna (Pokémon)
Kakuna (Japans: コクーン/Cocoon) is een dual-type insect/gif Pokémon geïntroduceerd in generatie 1. Het evolueert vanuit Weedle vanaf level 7 en evolueert in Beedrill vanaf level 10.
Kakuna zijn voor 50% mannelijk en voor 50% vrouwelijk, de verhouding is 1:1. Metapod heeft een vangwaarde van 120.

## Uiterlijk
Kakuna is een geel-gekleurde cocon Pokémon. Kakuna heeft een koepelvormig hoofd met zwarte, driehoekige ogen. Het heeft twee kleine armen in het midden van zijn lichaam. Vlak voor evolueren geeft zijn lichaam hitte af die aanraking warm aan laat voelen. Kakuna blijft vrijwel onbeweeglijk en wacht op evolutie, vaak hangend aan boomtakken via lange draden van zijde. Wanneer aangevallen, kan het zijn vergif stekels uitbreiden. Kakuna nestelt zich in bossen en nevelige beboste gebieden. Af en toe zal het zich ook nestelen aan de monding van tunnels en grotten, zoals te zien in Pokémon Snap.

## Anime verschijningen
Meerdere Kakuna verschenen in Viridian Forest in De samoerai-uitdaging. Toen Ash's Metapod gevangen was genomen door een Beedrill werd het naar een groep Kakuna gebracht bij een korf. De Kakuna evolueerde vervolgens in Beedrill ter verdediging van hun korf.

## Pokédex omschrijvingen
| Game                     | Omschrijving |
| ------------------------ | --- |
| Pokémon Red              | Bijna niet in staat om zich te verplaatsen, kan deze Pokémon alleen zijn schelp verharden om zichzelf te beschermen tegen roofdieren.                                                                                              |
| Pokémon Green            | Bijna niet in staat om zich te verplaatsen, kan deze Pokémon alleen zijn schelp verharden om zichzelf te beschermen tegen roofdieren.                                                                                              |
| Pokémon Blue             | Bijna niet in staat om zich te verplaatsen, kan deze Pokémon alleen zijn schelp verharden om zichzelf te beschermen tegen roofdieren.                                                                                              |
| Pokémon Yellow           | Kan slechts lichtjes bewegen. Wanneer bedreigd, kan het zijn stekel uitsteken en zijn vijand dan vergiftigen. |
| Pokémon Let's Go Pikachu | Kan slechts lichtjes bewegen. Wanneer bedreigd, kan het zijn stekel uitsteken en zijn vijand dan vergiftigen. |
| Pokémon Let's Go Eevee   | Kan slechts lichtjes bewegen. Wanneer bedreigd, kan het zijn stekel uitsteken en zijn vijand dan vergiftigen. |
| Pokémon Gold             | Hoewel het een cocon is, kan het een beetje bewegen. Het kan zijn gif angel uitsteken als het wordt aangevallen. |
| Pokémon HeartGold        | Hoewel het een cocon is, kan het een beetje bewegen. Het kan zijn gif angel uitsteken als het wordt aangevallen. |
| Pokémon Silver           | Vanuit deze vorm zal het uitgroeien tot een volwassene. Aangezien zijn lichaam zachter wordt, verhardt externe shell. |
| Pokémon SoulSilver       | Vanuit deze vorm zal het uitgroeien tot een volwassene. Aangezien zijn lichaam zachter wordt, verhardt externe shell. |
| Pokémon Crystal          | Bijna onbekwaam van beweging, leunt het tegen stout bomen terwijl het wacht op zijn evolutie. |
| Pokémon Ruby             | Kakuna blijft vrijwel onbeweeglijk als het zich vastklampt aan een boom. Echter, aan de binnenkant, het is erg druk als het zich voorbereidt op de komende evolutie. Dit is duidelijk uit hoe heet de schelp wordt voor aanraking. |
| Pokémon Sapphire         | Kakuna blijft vrijwel onbeweeglijk als het zich vastklampt aan een boom. Echter, aan de binnenkant, het is erg druk als het zich voorbereidt op de komende evolutie. Dit is duidelijk uit hoe heet de schelp wordt voor aanraking. |
| Pokémon Omega Ruby       | Kakuna blijft vrijwel onbeweeglijk als het zich vastklampt aan een boom. Echter, aan de binnenkant, het is erg druk als het zich voorbereidt op de komende evolutie. Dit is duidelijk uit hoe heet de schelp wordt voor aanraking. |
| Pokémon Alpha Sapphire   | Kakuna blijft vrijwel onbeweeglijk als het zich vastklampt aan een boom. Echter, aan de binnenkant, het is erg druk als het zich voorbereidt op de komende evolutie. Dit is duidelijk uit hoe heet de schelp wordt voor aanraking. |
| Pokémon Emerald          | Het blijft vrijwel onbeweeglijk terwijl het zich vastklampt aan een boom. Echter, aan de binnenkant, bereidt het zich druk voor op de evolutie. Dit is duidelijk van hoe heet zijn shell wordt.                                    |
| Pokémon FireRed          | Deze Pokémon is in een tijdelijke fase tijdens het maken van zijn lichaam. Het is bijna helemaal niet in staat om op zichzelf te bewegen.                                                                                          |
| Pokémon LeafGreen        | Bijna niet in staat om zich te verplaatsen, kan deze Pokémon alleen maar zijn schelp verharden om zichzelf te beschermen wanneer het in gevaar is.                                                                                 |
| Pokémon X                | Bijna niet in staat om zich te verplaatsen, kan deze Pokémon alleen maar zijn schelp verharden om zichzelf te beschermen wanneer het in gevaar is.                                                                                 |
| Pokémon Diamond          | In afwachting van evolutie, het verbergt van roofdieren onder bladeren en in hoekjes van takken. |
| Pokémon Pearl            | In afwachting van evolutie, het verbergt van roofdieren onder bladeren en in hoekjes van takken. |
| Pokémon Platinum         | In afwachting van evolutie, het verbergt van roofdieren onder bladeren en in hoekjes van takken. |
| Pokémon Black            | In afwachting van evolutie, het verbergt van roofdieren onder bladeren en in hoekjes van takken. |
| Pokémon White            | In afwachting van evolutie, het verbergt van roofdieren onder bladeren en in hoekjes van takken. |
| Pokémon Black 2          | In afwachting van evolutie, het verbergt van roofdieren onder bladeren en in hoekjes van takken. |
| Pokémon White 2          | In afwachting van evolutie, het verbergt van roofdieren onder bladeren en in hoekjes van takken. |
| Pokémon Y                | In afwachting van evolutie, het verbergt van roofdieren onder bladeren en in hoekjes van takken. |
| Pokémon Sun              | Geen index. |
| Pokémon Moon             | Geen index. |
| Pokémon Ultra Sun        | Geen index. |
| Pokémon Ultra Moon       | Geen index. |

## Locaties in de games waar Kakuna gevonden kan worden
| Generatie | Game                     | Locatie |
| --------- | ------------------------ | --- |
| 1         | Pokémon Red              | Route 24, 25 Viridian Forest |
| 1         | Pokémon Green            | Route 25 Viridian Forest |
| 1         | Pokémon Blue             | Route 25 Viridian Forest |
| 1         | Pokémon Yellow           | Niet te vangen. |
| 2         | Pokémon Gold             | National Park Bug-Catching Contest (dinsdag, donderdag of zaterdag) |
| 2         | Pokémon Silver           | Route 2, 26, 27, 30, 31, 34, 35, 36, 37, 38, 39 Azalea Town, Ilex Forest, Lake of Rage, National Park National Park Bug-Catching Contest (dinsdag, donderdag of zaterdag) |
| 2         | Pokémon Crystal          | Ilex Forest, National Park National Park Bug-Catching Contest (dinsdag, donderdag of zaterdag)                                                                            |
| 3         | Pokémon Ruby             | Niet te vangen. |
| 3         | Pokémon Sapphire         | Niet te vangen. |
| 3         | Pokémon Emerald          | Niet te vangen. |
| 3         | Pokémon FireRed          | Route 24, 25 Pattern Bush, Viridian Forest |
| 3         | Pokémon LeafGreen        | Route 24, 25 Pattern Bush, Viridian Forest |
| 4         | Pokémon Diamond          | Eterna Forest (LeafGreen dual-slot mode) |
| 4         | Pokémon Pearl            | Eterna Forest (LeafGreen dual-slot mode) |
| 4         | Pokémon Platinum         | Eterna Forest (LeafGreen dual-slot mode) |
| 4         | Pokémon HeartGold        | National Park Bug-Catching Contest (dinsdag, donderdag of zaterdag) |
| 4         | Pokémon SoulSilver       | Route 2, 30, 31, 47 Ilex Forest, National Park, Viridian Forest National Park Bug-Catching Contest (dinsdag, donderdag of zaterdag)                                       |
| 5         | Pokémon Black            | Route 12 |
| 5         | Pokémon White            | Niet te vangen. |
| 5         | Pokémon Black 2          | Evolueer Weedle |
| 5         | Pokémon White 2          | Niet te vangen. |
| 6         | Pokémon X                | Santalune Forest, Friend Safari |
| 6         | Pokémon Y                | Friend Safari |
| 6         | Pokémon Omega Ruby       | Safari Zone |
| 6         | Pokémon Alpha Sapphire   | Safari Zone |
| 7         | Pokémon Sun              | Niet te vangen. |
| 7         | Pokémon Moon             | Niet te vangen. |
| 7         | Pokémon Ultra Sun        | Evolueer Weedle |
| 7         | Pokémon Ultra Moon       | Evolueer Weedle |
| 7         | Pokémon Let's Go Pikachu | Viridian Forest |
| 7         | Pokémon Let's Go Eevee   | Viridian Forest |

## Basis Waardes
De basis waardes zeggen hoe sterk de Pokémon kan worden in de verschillende onderdelen.
| Stat                 | Stat | Lv. 50  | Lv. 100 |
| -------------------- | ---- | ------- | ------- |
| HP (Health Points)   | 45   | 105-152 | 200-294 |
| Aanval               | 25   | 27-84   | 49-163  |
| Verdediging          | 50   | 49-112  | 94-218  |
| Speciale Aanval      | 25   | 27-84   | 49-163  |
| Speciale Verdediging | 25   | 27-84   | 49-163  |
| Snelheid             | 35   | 36-95   | 67-185  |
| Totaal               | 205  | 205     | 205     |

## Schade door aanvallen
De type effectiviteit zegt iets over hoe goed de Pokémon tegen de aanvallen van een bepaald type kan. Hoe hoger de effectiviteit, hoe harder een aanval aan zal komen.
| Type       | Effectiviteit |
| ---------- | ------------- |
| Gras       | ¼×            |
| Gif        | 1×            |
| Vuur       | 2×            |
| Vliegend   | 2×            |
| Water      | 1×            |
| Insect     | 2×            |
| Normaal    | 1×            |
| Elektrisch | 1×            |
| Grond      | 1×            |
| Vecht      | ¼×            |
| Psychisch  | 2×            |
| Steen      | 2×            |
| IJs        | 1×            |
| Geest      | 1×            |
| Draak      | 1×            |

| Type       | Effectiviteit |
| ---------- | ------------- |
| Gras       | ¼×            |
| Gif        | ½×            |
| Vuur       | 2×            |
| Vliegend   | 2×            |
| Water      | 1×            |
| Insect     | ½×            |
| Normaal    | 1×            |
| Elektrisch | 1×            |
| Grond      | 1×            |
| Vecht      | ¼×            |
| Psychisch  | 2×            |
| Steen      | 2×            |
| IJs        | 1×            |
| Geest      | 1×            |
| Draak      | 1×            |
| Duister    | 1×            |
| Staal      | 1×            |
| Fee        | ½×            |

## Aanvallen
Kakuna is in staat om slechts 1 aanval te leren, die geen schade aan de opponent toedient. Het is handiger om Weedle te evolueren, zodat Weedle's aanvallen gebruikt kunnen blijven worden.

### Door middel van hogere levels
| Level per generatie | Naam       | Type    | Kracht | Precisie | PP |
| 1-LGPE              | Naam       | Type    | Kracht | Precisie | PP |
| ------------------- | ---------- | ------- | ------ | -------- | -- |
| 1                   | Verharding | Normaal | -      | -        | 30 |

### Door middel van vorige evolutie
| Level per generatie | Level per generatie | Level per generatie | Level per generatie | Naam       | Type   | Kracht | Precisie | PP |
| 1-DP                | 4-6                 | 7                   | LGPE                | Naam       | Type   | Kracht | Precisie | PP |
| ------------------- | ------------------- | ------------------- | ------------------- | ---------- | ------ | ------ | -------- | -- |
| 1                   | 1                   | 1                   | 1                   | Gifangel   | Gif    | 15     | 100%     | 35 |
| 1                   | 1                   | 1                   | 1                   | Bindschot  | Insect | -      | 95%      | 40 |
| -                   | 15                  | 9                   | -                   | Insectbeet | Insect | 60     | 100%     | 20 |

## Oorsprong van de naam
Kakuna is afgeleid van Cocon.

## Ruilkaartenspel
Kakuna staat op 16 verschillende kaarten sinds het debuteerde in de Base Set van de Pokémon Trading Card Game. Een van deze is alleen in Japan uitgebracht. Kakuna kaarten zijn normaal gras-type Stage 1 Pokémon. Een van deze kaarten is Koga's Kakuna, de Kakuna van Gym-Leader Koga.